# CEV Beachvolleyball Nations Cup 2023
Der CEV Beachvolleyball Nations Cup 2023 ist ein Wettbewerb für europäische Beachvolleyball-Nationalteams. Die Veranstaltung geht in diesem Jahr in ihre zweite Spielzeit. Neu daran ist, dass die Mannschaften sich in einer Preliminary Phase für das Finale qualifizieren mussten. Nachdem dieses Turnier entgegen vorheriger Ankündigung nicht stattgefunden hat, kämpfen die siegreichen Länder der Vorrunden 2023 und 2024 vom 13. bis 16. Juni 2024 in Jūrmala gemeinsam mit dem Veranstalter Lettland um den Gesamtsieg. Die Gewinnernationen bei den Frauen und bei den Männern erhalten je einen Platz im Teilnehmerfeld der Olympischen Spiele in Paris.

## Vorrunde

### Regularien
Es gab sieben Gruppen pro Geschlecht. Jeder Pool bestand aus vier oder fünf Nationalteams. Nach der Europa-Rangliste vom 13. Februar wurden die Mannschaften folgendermaßen eingeteilt. Die besten sieben Nationen bildeten die Gruppenköpfe von A bis G, die nächsten sieben Länder wurden in umgekehrter Reihenfolge zugeteilt. Die Staaten auf den Ranglistenplätzen fünfzehn bis einundzwanzig kamen wie die besten sieben Teams dazu, Nummer zweiundzwanzig bis achtundzwanzigs wiederum in umgekehrter Reihung.  Die Nationen auf den Rängen neunundzwanzig bis fünfunddreißig bei den Männern wurden in der ursprünglichen Form zugeteilt.
Die Frauenteams   neunundzwanzig bis einunddreißig wurden zugelost.
Die Begegnungen bei fünf Nationen: (die ersten fünf Ziffern bezeichnen die Ranglistenposition innerhalb des Pools)
- Spiel 1: 5 gegen 4
- Spiel 2: 3 gegen 2
- Spiel 3: 1 gegen Gewinner Spiel 1
- Spiel 4: Verlierer Spiel 1 gegen Verlierer Spiel 2
- Spiel 5: Gewinner Spiel 2 gegen Verlierer Spiel 3 (Halbfinale)
- Spiel 6: Gewinner Spiel 3 gegen Gewinner Spiel 4 (Halbfinale)
- Spiel 7: Gewinner Spiel 5 gegen Gewinner Spiel 6 (Finale)

Die Begegnungen bei vier Nationen: (die ersten vier Ziffern bezeichnen die Ranglistenposition innerhalb des Pools)
- Spiel 1: 1 gegen 4
- Spiel 2: 3 gegen 2
- Spiel 3: Sieger Spiel 1 gegen Verlierer Spiel 2 (Halbfinale)
- Spiel 4: Sieger Spiel 2 gegen Verlierer Spiel 2 (Halbfinale)
- Spiel 5: Sieger Spiel 3 gegen Sieger Spiel 4 (Finale)

Das Gewinnerteam aus dem jeweils letzten Spiel (Finale) qualifizierte sich für die Endrunde des CEV Beachvolleyball Nations Cup 2024.
Der Modus der einzelnen Begegnungen: Wie schon beim CEV Beachvolleyball Nations Cup 2022 wurden auch die Qualifikationspartien der Veranstaltung 2023 nach folgendem System ausgetragen: Zunächst spielten die Paare mit der geringeren Anzahl der Rankingpunkte gegeneinander. Anschließend kam es zu den Spielen der Paare mit der höheren Anzahl der Rankingpunkte. Konnte eine Nation beide Spiele für sich entscheiden, ging sie als Gesamtsieger aus dieser Begegnung hervor. Stand es nach beiden Partien Unentschieden, entschied ein Golden Set den Sieg. Für diesen bedeutenden Satz konnte sowohl eins der beiden Paare nominiert werden als auch ein gemischtes Duo antreten. Der Satz endete bei fünfzehn erreichten Punkten mit einem Mindestabstand von zwei Punkten. Beim Stand von 15:14 wurde solange weitergespielt, bis ein Team zwei Punkte Vorsprung hatte.

### Frauen
Pool A fand vom 6. bis 8. Juni 2023 in Lillesand (Norwegen) statt.
- Teilnehmende Teams nach Ranglistenposition: Deutschland, Norwegen, Dänemark und Türkei
- In den Semifinals besiegte Norwegen die Türkei, während Deutschland zunächst Dänemark und anschließend auch  Norwegen bezwang.
- Qualifiziert für die Finalrunde: Deutschland

Pool B fand vom 27. bis 28. Mai 2023 in Bratislava (Slowakei) statt.
- Teilnehmende Teams nach Ranglistenposition: Schweiz,  Litauen, Ukraine, Slowakei und Rumänien
- Im Halbfinale siegte die Ukraine gegen die Slowakei, während die Eidgenossinnen Litauen ausschalteten und anschließend auch gegen die Ukraine siegreich blieben.
- Qualifiziert für die Finalrunde: Schweiz

Pool C fand vom 17. bis 18. Mai in Apeldoorn (Niederlande) statt.
- Teilnehmende Teams nach Ranglistenposition: Niederlande, Slowenien, Estland, Zypern und Nordirland
- In der Vorschlussrunde siegten Slowenien gegen Zypern und die Niederlande gegen Estland. Im Finale scheiterte Slowenien am deutschen Nachbarland.
- Qualifiziert für die Finalrunde: Niederlande

Pool D fand vom 10. bis 11. Juni in Budapest (Ungarn) statt.
- Teilnehmende Teams nach Ranglistenposition: Österreich, Italien, England, Ungarn und Kroatien
- Die Ergebnisse der letzten drei Partien lauteten folgendermaßen: Italien gegen Ungarn 2:0, Österreich gegen England 2:0, Italien gegen Österreich 2:1.
- Qualifiziert für die Finalrunde: Italien

Pool E fand vom 25. bis 27. Mai in Heraklion (Griechenland) statt.
- Teilnehmende Teams nach Ranglistenposition: Spanien, Frankreich, Portugal und Griechenland
- Frankreich (gegen Griechenland) und Spanien (gegen Portugal) qualifizierten sich fürs Finale, das Erstgenannte für sich entschieden.
- Qualifiziert für die Finalrunde: Frankreich

Pool F fand vom 20. bis 21. Mai in Ayr (Schottland) statt.
- Teilnehmende Teams nach Ranglistenposition: Tschechien, Polen, Belgien und Schottland
- Das Endspiel bestritten  die Tschechinnen nach ihrem Sieg über die Belgierinnen und die Polinnen, nachdem sie die Schottinnen ausgeschaltet hatten. Polen war letztendlich siegreich gegen den mitteleuropäischen Nachbarn.
- Qualifiziert für die Finalrunde: Polen

Pool G fand vom 26. bis 27. Mai in Netanja (Israel) statt.
- Teilnehmende Teams nach Ranglistenposition: Lettland, Finnland, Israel und Bulgarien
- Nachdem Lettland Bulgarien und Finnland Israel bezwungen hatte, konnten sich die amtierenden Europameisterinnen Tina / Anastasija  aus dem Baltikum im Golden Set durchsetzen.
- Qualifiziert für die Finalrunde: Lettland[3]

### Männer
Pool A fand vom 6. bis 8. Juni in Lillesand (Norwegen) statt.
- Teilnehmende Teams nach Ranglistenposition: Norwegen, England, Slowakei, Estland und Bulgarien
- In den Semifinals besiegte England  Estland, während Norwegen zunächst die Slowakei und anschließend auch die Briten bezwang.
- Qualifiziert für die Finalrunde:  Norwegen

Pool B fand vom 26. bis 27. Mai in Netanja (Israel) statt.
- Teilnehmende Teams nach Ranglistenposition: Niederlande, Lettland, Israel, Schottland und Rumänien
- Im Halbfinale siegte Lettland gegen Rumänien, während die Niederlande Israel ausschalteten und anschließend auch gegen das Team aus dem Baltikum siegreich blieben.
- Qualifiziert für die Finalrunde:  Niederlande

Pool C fand vom 25. bis 27. Mai in Heraklion (Griechenland) statt.
- Teilnehmende Teams nach Ranglistenposition: Italien, Ukraine, Dänemark, Griechenland und Gibraltar
- In der Vorschlussrunde siegten Italien gegen die Ukraine und die Dänemark gegen Griechenland. Im Finale scheiterte das deutsche Nachbarland an den Azzurri.
- Qualifiziert für die Finalrunde: Italien

Pool D fand vom 26. bis 27. Mai in Vantaa (Finnland) statt.
- Teilnehmende Teams nach Ranglistenposition: Schweden, Polen, Finnland, Belgien und Zypern
- Schweden (gegen Finnland) und Polen (gegen Belgien) qualifizierten sich fürs Finale, welches das Erstgenannte für sich entschied.
- Qualifiziert für die Finalrunde: Schweden

Pool E fand vom 15. bis 16. Mai in Madrid (Spanien) statt.
- Teilnehmende Teams nach Ranglistenposition: Österreich, Spanien, Litauen, Slowakei und Kroatien
- Die Ergebnisse der letzten drei Partien lauteten folgendermaßen: Litauen gegen Slowakei 2:0,  Österreich gegen Spanien 2:0, Österreich gegen Litauen 2:0.
- Qualifiziert für die Finalrunde:  Österreich

Pool F fand vom 12. bis 13. Mai in Gstaad (Schweiz) statt.
- Teilnehmende Teams nach Ranglistenposition: Deutschland, Schweiz, Türkei, Moldawien, Luxemburg
- Das Endspiel bestritten  die Schweiz nach ihrem Sieg über Luxemburg und Deutschland nach dem Ausschalten der Türkei. Die Eidgenossen waren letztendlich siegreich gegen ihre mitteleuropäischen Nachbarn.
- Qualifiziert für die Finalrunde: Schweiz

Pool G fand vom 10. bis 11. Juni in Budapest (Ungarn) statt.
- Teilnehmende Teams nach Ranglistenposition: Frankreich, Tschechien, Portugal, Ungarn und Nordirland
- Nachdem Ungarn Portugal und Frankreich Tschechien bezwungen hatte, konnten sich die Franzosen im Endspiel durchsetzen.
- Qualifiziert für die Finalrunde: Frankreich[4]